# Campeonato de Francia de Rally
El Campeonato de Francia de Rally es el principal campeonato nacional de rally de Francia que se organiza anualmente desde 1967.

## Pruebas
- Rally Alsace-Vosges
- Rallye d'Automne
- Rallye de France – Grand National
- Rallye du Limousin
- Rallye Lyon-Charbonnières
- Rallye du Touquet
- Rallye d'Antibes
- Rallye du Rouergue
- Rallye du Mont-Blanc
- Critérium des Cévennes
- Rallye du Var
- Rallye des Vins-Mâcon
- Rallye d'Automne-La Rochelle
- Rallye de la Sainte-Baume

## Palmarés
| Año  | Piloto              | Automóvil                |
| ---- | ------------------- | ------------------------ |
| 1967 | Bernard Consten     | Alfa Romeo Giulia GTA    |
| 1968 | Jean-Claude Andruet | Alpine A110              |
| 1969 | Jean Vinatier       | Alpine A110              |
| 1970 | Jean-Claude Andruet | Alpine A110              |
| 1971 | Jean-Pierre Nicolas | Alpine A110              |
| 1972 | Bernard Darniche    | Alpine A110              |
| 1973 | Jean-Luc Thérier    | Alpine A110              |
| 1974 | Jacques Henry       | Alpine A110              |
| 1975 | Jacques Henry       | Alpine A110              |
| 1976 | Bernard Darniche    | Lancia Stratos           |
| 1977 | Guy Fréquelin       | Alpine A310              |
| 1978 | Bernard Darniche    | Lancia Stratos           |
| 1979 | Bernard Béguin      | Porsche 911              |
| 1980 | Jean Ragnotti       | Renault 5 Alpine         |
| 1981 | Bruno Saby          | Renault 5 Turbo          |
| 1982 | Jean-Luc Thérier    | Renault 5 Turbo          |
| 1983 | Guy Fréquelin       | Opel Manta 400           |
| 1984 | Jean Ragnotti       | Renault 5 Maxi Turbo     |
| 1985 | Guy Fréquelin       | Opel Manta 400           |
| 1986 | Didier Auriol       | MG Metro 6R4             |
| 1987 | Didier Auriol       | Ford Sierra Cosworth     |
| 1988 | Didier Auriol       | Ford Sierra Cosworth     |
| 1989 | François Chatriot   | BMW M3                   |
| 1990 | François Chatriot   | BMW M3                   |
| 1991 | Bernard Béguin      | Ford Sierra Cosworth 4x4 |
| 1992 | Bernard Béguin      | Ford Sierra Cosworth 4x4 |
| 1993 | Bernard Béguin      | Ford Escort Cosworth     |
| 1994 | Patrick Bernardini  | Ford Escort Cosworth     |
| 1995 | Patrick Bernardini  | Ford Escort Cosworth     |
| 1996 | Gilles Panizzi      | Peugeot 306 Maxi         |
| 1997 | Gilles Panizzi      | Peugeot 306 Maxi         |
| 1998 | Philippe Bugalski   | Citroën Xsara Kit Car    |
| 1999 | Philippe Bugalski   | Citroën Xsara Kit Car    |
| 2000 | Philippe Bugalski   | Citroën Xsara WRC        |
| 2001 | Sébastien Loeb      | Citroën Xsara Kit Car    |
| 2002 | Benoît Rousselot    | Subaru Impreza WRC       |
| 2003 | Alexandre Bengué    | Peugeot 206 WRC          |
| 2004 | Stéphane Sarrazin   | Subaru Impreza WRC       |
| 2005 | Nicolas Bernardi    | Peugeot 206 WRC          |
| 2006 | Nicolas Vouilloz    | Peugeot 307 WRC          |
| 2007 | Patrick Henry       | Peugeot 307 WRC          |
| 2008 | Dany Snobeck        | Peugeot 307 WRC          |
| 2009 | Guillaume Canivenq  | Peugeot 207 S2000        |
| 2010 | Bryan Bouffier      | Peugeot 207 S2000        |
| 2011 | Gilles Nantet       | Porsche GT3 996 Cup      |
| 2012 | Jean-Marie Cuoq     | Ford Focus RS WRC        |
| 2013 | Julien Maurin       | Ford Fiesta RS WRC       |
| 2014 | Julien Maurin       | Ford Fiesta RS WRC       |
| 2015 | Jean-Marie Cuoq     | Citroën C4 WRC           |
| 2016 | Sylvain Michel      | Škoda Fabia R5           |
| 2017 | Yoann Bonato        | Citroën DS3 R5           |
| 2018 | Yoann Bonato        | Citroën C3 R5            |
| 2019 | Yohan Rossel        | Citroën C3 R5            |
| 2020 | Yoann Bonato        | Citroën C3 R5            |
| 2021 | Yoann Bonato        | Citroën C3 Rally2        |
| 2022 | Quentin Giordano    | Volkswagen Polo GTI R5   |
| 2023 | Yoann Bonato        | Citroën C3 Rally2        |
| 2024 | Léo Rossel          | Citroën C3 Rally2        |